# The Seventh Noon
The Seventh Noon è un film muto basato sul romanzo omonimo di Frederick Orin Bartlett pubblicato a New York nel 1910. Il nome del regista non viene riportato nei credit del film.

## Trama
Ormai finanziariamente rovinato, l'avvocato Peter Donaldson decide di farla finita: per suicidarsi, sceglie un farmaco sperimentale che dovrebbe dargli la morte dopo sette giorni. Per chiudere in bellezza, si trasferisce in un elegante albergo dove ha prenotato una costosa suite. Ma non riuscirà a vivere in tranquillità i suoi ultimi giorni: una giovane donna, Ellen Arsdale, malmenata da suo fratello, chiede a Peter di aiutarla. Ben, il fratello, è un oppiomane e lei implora Peter di andare a riprenderlo in una fumeria di Chinatown. Assieme a Saule, un ispettore di polizia, Peter viene a conoscenza di un furto di gioielli in cui sembra sia coinvolto proprio lo stesso Ben. Mentre cercano affannosamente di rintracciare lo scomparso, Ellen e Peter cominciano a conoscersi e, gradualmente, ad innamorarsi l'uno dell'altra. Il vero ladro dei gioielli, alla fine, sarà smascherato e Peter - dove aver scoperto che il famoso farmaco che dovrebbe portarlo alla morte non è altro che una montatura - convince prima Ben a smetterla con le droghe per poi chiedere a Ellen di sposarlo.

## Produzione
Il film fu prodotto dalla Thanhouser Film Corporation.

## Distribuzione
Distribuito dalla Mutual Film (come Mutual Masterpicture), il film uscì nelle sale cinematografiche statunitensi il 4 novembre 1915.